# Будурлень
Будурлень, Будурлені (рум. Budurleni) — село у повіті Бистриця-Несеуд в Румунії. Входить до складу комуни Тяка.
Село розташоване на відстані 305 км на північний захід від Бухареста, 24 км на південь від Бистриці, 64 км на схід від Клуж-Напоки.

## Населення
За даними перепису населення 2002 року у селі проживали 135 осіб, усі — румуни. Усі жителі села рідною мовою назвали румунську.